# John Webb Seymour
John Webb Seymour (7 février 1777 - 15 avril 1819) est un aristocrate anglais et géologue amateur .

## Biographie
John Webb Seymour est le quatrième fils de Webb Seymour (10e duc de Somerset) et de Mary Anne, duchesse de Somerset .
Il fait ses études à l'école d'Edward Meyrick à Ramsbury . En 1793, son frère Edward Adolphus Seymour devient le 11e duc. Le 29 janvier 1794, Webb John Seymour s'inscrit à Christ Church, Oxford et le 15 décembre 1797 y obtient sa maîtrise . À Oxford, il s'intéresse à l'anatomie et, en particulier, à la chimie. Dans ses appartements, il installe un laboratoire de chimie. Après ses études, il se rend à Édimbourg et se lie d'amitié avec Francis Horner, le philosophe Thomas Brown et John Playfair. Seymour fait des voyages avec Playfair à plusieurs reprises pour étudier la géologie de l'Écosse et quelques fois en Angleterre. Seymour apprend également les mathématiques à Playfair et étudie l'économie politique ainsi que "De Augmentis Scientiarum" et Novum organum de Bacon.
En 1799, il est élu membre de la Royal Society of Edinburgh. Ses proposants sont Sir James Hall 4e baronnet, Andrew Duncan, l'aîné, et Robert Kennedy. Il est vice-président de la Société de 1802 à 1805. En 1802, il est élu membre de la Royal Society .
Face à la menace d'une invasion napoléonienne de l'Angleterre, Seymour de 1803 à 1805 prend le commandement d'une compagnie de volontaires dans le Devonshire.
En 1805, il retourne à Édimbourg et s'y installe avec son frère au 2 Abercromby Place . Il y reste jusqu'à la fin de sa vie, avec des voyages occasionnels en Angleterre. Il publie quelques pages sur la géologie mais rien d'autre .
Il meurt à Abercromby Place le 15 avril 1819 et (en raison de sa position et de son influence) est enterré dans la chapelle royale de l'abbaye de Holyrood, à côté du Palais de Holyrood . Il reste célibataire et n'a pas d'enfants.
Son camée de John Henning (1771-1851) est conservé par la Scottish National Portrait Gallery .